# Odessa, Missouri
Odessa är en stad (city) i Lafayette County i Missouri. Vid 2010 års folkräkning hade Odessa 5 300 invånare.